# Jordi Alba
Jordi Alba Ramos (L'Hospitalet de Llobregat, 21. ožujka 1989.) je španjolski nogometaš i reprezentativac koji igra na pozicji lijevog beka. Trenutačno igra za Inter Miami. Profesionalnu karijeru je započeo u L'Hospitaletu, klubu iz rodnog mjesta. U svojim mladim godinama je igrao za Barcelonu, Valenciju i Cornellu. Nakon što je s Valencijom B promovirao u 2007./2008. sezoni, debitirao je profesionalno u Segundi Divisíon za Gimnàsticu na posudbi. Nakon što je se vratio u Valenciju, Alba je debitirao u La Ligi u 2:4 pobijedi protiv Real Valladolida. U lipnju 2012. godine je Alba potpisao petogodišnji ugovor s Barcelonom za odštetu od 14 milijuna eura. Službeno je debitirao 19. kolovoza u 5:1 pobijedi protiv Real Sociedada na Camp Nou. Alba je zabio svoj prvi pogodak za Blaugranu dva mjeseca nakon debija protiv Deportiva de La Coruñe. Tri godine nakon dolaska u Barcelonu je Alba produžio svoj ugovor na pet godina do 2020. godine, s odštetnom klauzulom od 150 milijuna eura. Za španjolsku nogometnu reprezentaciju je debitirao u 2011. godini i odigrao je preko 50 utakmica za domovinu. Predstavljao je Španjolsku na Europsko prvenstvo u 2012. godini i Svjetsko prvenstvo u 2014. godini. Španjolski nogometni izbornik objavio je u svibnju 2016. širi popis od 25 kandidata za nastup na Europskom prvenstvu u Francuskoj, među kojim je i Alba bio.